# Eulaingia stenophyllae
Eulaingia stenophyllae är en insektsart som först beskrevs av Robert Malcolm Laing 1929.  Eulaingia stenophyllae ingår i släktet Eulaingia och familjen pansarsköldlöss. Inga underarter finns listade i Catalogue of Life.